# Bai Renfu

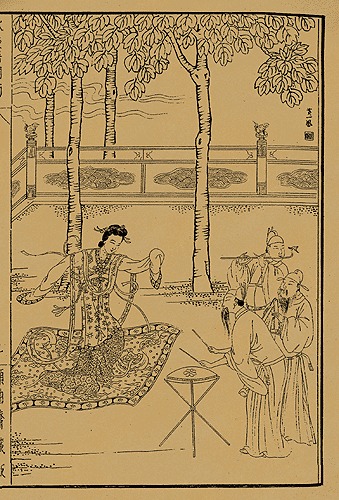
Dans in het Geurenpaviljoen een scène uit het toeneelstuk Tang Keizer luistert naar de regen op de parasolbomen.

Bai Renfu (c. 1226−1306) was een Chinees toneelschrijver ten tijde van de Yuan-dynastie.
Geboren in de Jin-dynastie werd Bai gescheiden van zijn ouders in 1231 toen de Mongolen China binnenvielen. Hij is opgevangen door de dichter Yuan Haowen die hem opvoedde. Bai is op latere leeftijd naar Nanjing getrokken en heeft aldaar zijn leven gewijd aan voornamelijk theater en literatuur. 
Slechts drie van Bai's zestien toneelstukken zijn bewaard gebleven.
| Originele titel  | Pinyin-transliteratie             | Nederlandse vertaling                                 |
| ---------------- | --------------------------------- | ----------------------------------------------------- |
| 唐明皇秋夜梧桐雨 | Tángmínghuáng qiū yè wútóng yǔ    | Keizer Tang luistert naar de regen op de parasolbomen |
| 裴少俊牆頭馬上   | Péishǎojùn qiángtóu mǎshàng       | Péi Shǎojùn te paard bij de muur                      |
| 董秀英花月東牆記 | Dǒngxiùyīng huā yuè dōng qiáng jì | Romance van de Oostmuur                               |

## Toneelstukken

### Keizer Tang luistert naar de regen op de parasolbomen
Het toneelstuk 'Keizer Tang luistert naar de regen op de parasolbomen' is zijn bekendste werk. Het is geïnspireerd op het gedicht Lied van Eeuwige Spijt door de dichter Bai Juyi dat gaat over het tragisch liefdesdrama tussen keizer Tang Xuanzong en zijn concubine Yang Guifei die elkaar eeuwige liefde hadden gezworen. De soldaten van de keizer eisen dat Yang Guifei ter dood wordt gebracht omdat zij verantwoordelijk zou zijn voor een bloedige opstand. Wanneer de keizer dan alleen is wordt hij bezocht door haar geest tijdens een regenachtige nacht.

### Péi Shǎojùn te paard bij de muur
Het toneelstuk 'Péi Shǎojùn te paard bij de muur' is eveneens geïnspireerd op een gedicht van Bai Juyi, genaamd: De Zilveren Vaas uit de Put. Het gaat over twee contrasterende karakters. Een zwakke held en een sterke vrouw. De premierszoon Pei Shaojun rijdend op zijn paard in Loyang ziet een jonge vrouw genaamd Li Qianjin op een muur. Hij overtuigt haar om haar ouders te verlaten en met hem te trouwen. Hij durft dit echter niet te vertellen aan zijn vader, noch aan zijn vrouw en twee kinderen, hierdoor leidt hij een dubbelleven. Wanneer zijn vader de situatie ontdekt jaagt hij Qianjin weg. Zij keert terug naar Loyang waar zij oorspronkelijk vandaan komt en ontdekt aldaar dat haar ouders zijn overleden. Shaojun wordt later de prefect van Loyang. Wanneer Shaojuns vader hoort dat Qianjin een kuise en vlijtige dame is staat hij hen toe te trouwen. Aanvankelijk weigert Qianjin, maar later accepteert ze toch het aanbod.

### Romance van de Oostmuur
Het toneelstuk 'Romance van de Oostmuur' is een adaptatie van het stuk Het verhaal van het Westelijke Paviljoen.
- International Standard Name Identifier: 0000 0003 8831 8699
- Nationale Bibliotheek van Tsjechië: jn20020219012
- Virtual International Authority File: 84083929